# Santo Anello

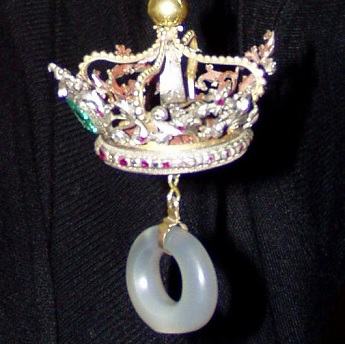
Il Santo Anello

Il Santo Anello è l'anello nuziale che, secondo la tradizione popolare non comprovata, san Giuseppe avrebbe regalato a Maria per il loro sposalizio.

## Storia
La reliquia è oggi conservata in una cappella della cattedrale di San Lorenzo, a Perugia. Per giungere al reliquiario, contenuto in un forziere, servono ben 14 chiavi.
La reliquia ha avuto una lunga storia: nel 985 Ranieri, un orafo chiusino, l'acquistò da un commerciante ebreo, e a Chiusi rimase fino al 1473. In quell'anno frate Winter di Magonza la rubò per portarla nel suo paese, ma durante la strada fu bloccato da una nebbia prodigiosa a Perugia, e decise di lasciare in quel luogo il Santo Anello. 
In seguito al furto nacque una guerra mossa da Chiusi, il cui esercito era guidato da Anton Felice Dei.
Di anelli di San Giuseppe in tutta Europa se ne contano altri due, oltre a quello di Perugia, quello di fidanzamento nella Cattedrale di Notre-Dame di Parigi e quello "giornaliero" conservato a Messina nella chiesa di San Giuseppe. L'anello messinese giunge in riva allo Stretto nei primi anni del XVI secolo quando il nobile Don Filippo La Rocca lo riceve in dono dall'Arcivescovo di Barcellona. La Reliquia rimane per quasi un secolo nel Palazzo La Rocca di Messina per essere poi donata il 9 Aprile 1618 da Don Cristoforo La Rocca alla chiesa della Confraternita dei Falegnami. L'importante reliquia, nonostante le ingiurie del tempo, ancora oggi si conserva nella chiesa di San Giuseppe di Messina ed un tempo veniva portata in processione ogni 19 Marzo insieme al simulacro argenteo del Santo. L'anello, totalmente sconosciuto ed ignorato, conferma la grande importanza del patrimonio storico - religioso della città di Messina che andrebbe sempre più valorizzato e promosso.
Lo storico e scrittore di Chiusi Fulvio Barni racconta inoltre:
fu ricavato da un pezzo di onice, la sua fattura è piuttosto modesta e quindi non lo possiamo definire un vero e proprio gioiello, ma, in realtà, per i fedeli, è un tesoro d’inestimabile valore. Sto parlando di quello che la leggenda e la tradizione ritiene essere l’anello con il quale Maria di Nazareth, madre di Gesù, andò sposa a Giuseppe.
Custodito per quasi cinque secoli a Chiusi, oggi è conservato nella Cattedrale di San Lorenzo in Perugia. La prima volta cui vi si fa cenno ufficialmente, sicuramente sempre a causa della mancanza nel nostro archivio storico comunale della parte precedente il 1400, è all’interno di un documento che porta la data del 25 maggio 1474, redatto dall’allora cancelliere comunale di Chiusi, Leonetto Cavallini.
Questa reliquia, che richiamava, senza voler essere esagerati, grandi folle di pellegrini, anche con notevole ritorno economico per la città (forse sta qui la vera ragione del furto), veniva esposta alla venerazione dei fedeli tre volte all’anno: il lunedì di Pentecoste (detta anche festa di Pascuccia rosata), il 3 luglio (festa patronale di Santa Mustiola) ed il 3 agosto (per i pellegrini di ogni parte d’Italia di ritorno da Assisi, dove si recavano per ottenere l’indulgenza chiamata del perdono).
Raramente, e solo in casi eccezionali, veniva mostrato fuori dalle predette date a personaggi di un certo rilievo. Tra le celebrità dei secoli passati si ricorda l’imperatore Carlo IV di Boemia (17 aprile 1355), papa Eugenio IV (1443), i cardinali Orsini e Dei Conti (1436), il capitano Francesco di Niccolò Piccinino, comandante degli armigeri senesi (15 ottobre 1431), la Duchessa di Camerino ed ancora un lungo elenco di persone non meno illustri.
Ma l’Anello non uscì mai dalle mura di Chiusi. Il duca Filippo Maria Visconti, malato ad un occhio, chiese che gli fosse inviato a Milano, ma si vide rifiutare la richiesta nonostante le preghiere, suppliche e ordini di papa Eugenio IV e della signoria di Siena. Infatti, tale oggetto, in un misto di superstizione e fede, era ritenuto miracoloso per le patologie degli occhi. E questo ce lo ricorda anche Fazio degli Uberti nel suo “Dittamondo”:
“molto è ben conosciuto quel cammino
bontà del virtuoso e santo Anello
che a conservar la vista è tanto fino”
Quello che leggerete di seguito è un riassunto del racconto di padre Giovanni Crisostomo Trombelli, che rintracciò una stesura della narrazione di come giunse a Chiusi l’Anello pronubo della Madonna. Tale ritrovamento avvenne in un codice dell’XI° secolo conservato nella Biblioteca Angelica di Roma. Nell’anno 1765, con licenza dei superiori, il sacerdote lo trascrisse e lo pubblicò nel suo volume: “Mariae sanctissimae vita ac gesta”.
“Ugo di Tuscia, duca di Toscana dal 961, aveva sposato una nipote dell’imperatore Ottone III di nome Giuditta. Entrambi amanti di gioielli e pietre preziose. In quel tempo viveva a Chiusi un certo Ainerio, orefice esperto e uomo di fiducia di questi nobili per i loro acquisti di una certa importanza. Ainerio, nel 985, ebbe notizia che un giudeo romano, di ritorno dall’oriente, aveva portato con sé ori, gioielli e pietre preziose. Informò subito la contessa di quello che aveva saputo, ed ella, dopo averlo rifornito di denaro, lo inviò a Roma perché potesse acquistare per lei della buona merce. L’orefice partì e una volta giunto a Roma comprò tanta roba fino ad esaurire tutti i soldi che gli erano stati affidati. Il giudeo, ad affari conclusi, come premio per tutti quegli acquisti, volle regalare ad Ainerio un anello in onice di modesta fattura. Lui lo guardò sprezzante e gli chiese se avesse voluto prenderlo in giro. “No”, replicò il giudeo, “non disprezzarlo, perché al mondo non esiste tanto denaro che potrebbe comprarlo. Questo è l’anello col quale Giuseppe sposò Maria di Nazareth. Mi è stato tramandato dai miei avi e benché noi non aderiamo al Cristianesimo, lo abbiamo sempre conservato con devozione. Era da qualche tempo che volevo farne dono ai cristiani. Chi meglio di voi potrebbe serbarlo con onore? Riponilo in un luogo degno e siategli devoti”.
Ainerio prese l’anello e lo mise nella borsa senza dare nessuna fiducia alle parole dell’ebreo. Tornato a Chiusi lo mise dentro una cassetta tra altre cose di poco valore e lo dimenticò. Alcuni anni dopo ad Ainerio morì l’unico figlio che aveva. Straziato, piangendo con gran dolore, fece portare la sua creatura in chiesa con un solenne funerale. Mentre la folla di parenti ed amici assisteva silenziosa al rito funebre, avvenne un prodigio: il fanciullo aprì gli occhi e si mise seduto sulla bara. Raccontò di essere arrivato alle soglie del Paradiso e di aver visto la Madonna che gli andava incontro dicendo queste parole: “Ritorna da tuo padre e digli che quello che gli è stato detto in terra è confermato anche in cielo. Allo stesso pari di cosa di nessun valore, tiene ciò che un amico gli aveva donato”. Spiegandogli che si trattava dell’anello della Vergine Maria. Sentite queste parole, il padre stupito ripensò a quel regalo dimenticato. Il figlio parlò ancora e disse: “il beato Michele arcangelo e san Callisto papa si sono lamentati di te per i voti che facesti e che non hai mantenuto. Promettesti di restaurare la chiesa di San Callisto e di andare a pregare nel santuario di San Michele Arcangelo sul Gargano. Per questo motivo sono stati messi da Cristo sul mio corpo due peli, uno appartiene alla barba di san Callisto ed è avvolto sul braccio, l’altro è un capello della madre di Dio e si trova sul collo”.
Mostrato ai presenti quello che aveva appena detto, prese una cassetta che era stata posta alla testa della bara, la aprì, ne tirò fuori l’anello e pronunciò ancora queste parole: “Io ora ritornerò là, da dove qui sono stato mandato, prima però strappate i peli dal mio corpo e conservateli con grande venerazione insieme all’anello, nella chiesa della vergine Santa Mustiola”.
Il fanciullo, prima di morire, indicò anche dove avrebbe dovuto essere sepolto: “Scaverete in un luogo dove sono appese immagini di metallo, troverete un sarcofago di marmo e lì mi seppellirete”. Alcuni giorni dopo, l’anello insieme ai due peli fu esposto all’adorazione dei fedeli. Volle vederlo anche la contessa Gualdrada, che indegnamente lo prese e se lo infilò al dito, il quale le rimase subito paralizzato”.
Dalla leggenda, purtroppo, possiamo ricavare un solo riscontro: il sacro anello fu davvero custodito per molti anni nella basilica di Santa Mustiola (sembra che sia stato collocato in basilica nel 989, ma la data non è storicamente certa). Probabilmente questo avvenne fino al suo trasferimento nella cattedrale di San Secondiano, circa l’anno 1251. Lo spostamento fu necessario, ci dicono le cronache dell’epoca, “per assicurarlo contro un possibile furto da parte di gente forestiera”.
Infatti, la chiesa intitolata alla santa, era fuori le mura e quindi distante dalla città. Un altro spostamento ci fu ancora nel giorno di Pasqua rosata dell’anno 1420. Per ordine del vescovo Pietro Paolo Bertini, fu collocato nella chiesa di San Francesco. Il cancelliere Leonetto Cavallini, nel suo verbale del 25 maggio 1474, scrive che questa reliquia si trovava a Chiusi da 484 anni.
Tempo in cui effettivamente era imperatore Ottone III. È facile, però, intuire che egli si basò su quanto diceva la leggenda e non su date certe. È molto probabile anche che tale racconto fu fatto al cancelliere da qualche chiusino, essendo lui di Roma, e quindi non a conoscenza delle tradizioni del luogo. Nella chiesa officiata dai frati minori conventuali, l’anello pronubo della Madonna vi rimase per cinquantatré anni. Fino al 23 luglio 1473, allorché, frate Wintherio da Magonza, dimorante egli stesso nel convento francescano di Chiusi, nottetempo lo rubò e lo consegnò ai governanti perugini.